# Język norn
Język norn – wymarły język północnogermański (wywodzący się ze staronordyjskiego), którym posługiwali się mieszkańcy dzisiejszej północnej Szkocji (przede wszystkim wysp). Słowo norn wywodzi się ze staronordyjskiego norrœnn (norweski, nordyjski) i norrœna (język norweski, nordyjski).

## Historia
W szczytowym momencie norn posługiwali się mieszkańcy Caithness, Orkadów, Szetlandów, a także być może północnych wybrzeży lądowej Szkocji oraz Hebrydów Zewnętrznych. Po podbiciu przez Szkotów język ten był stopniowo wypierany przez scots. Na Caithness język wyszedł z użycia prawdopodobnie w XV wieku, na Orkadach w XVIII wieku, na Szetlandach około 100 lat później. Ostatnim miejscem, gdzie język był w użyciu, mogła być szetlandzka wyspa Foula. Inni za ostatniego użytkownika języka podają Waltera Sutherlanda ze Skaw na Unst.
Pojedyncze słowa, zaadaptowane do angielskiego lub szkockiego przetrwały śmierć języka. Spośród współcześnie funkcjonujących języków najbardziej zbliżone do języka norn są farerski i islandzki.

## Charakterystyka
Podobnie jak w innych językach germańskich czasownik w języku norn miał dwa czasy (teraźniejszy i przeszły) i trzy tryby (przypuszczający, oznajmujący i rozkazujący). Czasowniki mogły mieć koniugację mocną lub słabą. Norn posiadał dwie liczby (pojedynczą i mnogą) i trzy rodzaje (męski, żeński i nijaki). Rzeczowniki miały cztery przypadki (mianownik, dopełniacz, celownik oraz biernik).

## Teksty
Do dzisiaj zachowało się niewiele fragmentów zapisanych w języku norn: kilka inskrypcji runicznych, dokumentów zapisanych w alfabecie łacińskim i zapisów mówionego języka (np. „ballada o Hildinie”). Jednym z ocalałych tekstów jest chrześcijańska modlitwa Ojcze nasz.
Mt 6:9-13, orkadzki norn (tłum. Wallace; 1700)
Favor i ir i chimrie, Helleur ir i nam thite,

gilla cosdum thite cumma, veya thine mota vara gort

o yurn sinna gort i chimrie,

ga vus da on da dalight brow vora

Firgive vus sinna vora sin vee Firgive sindara mutha vus,

lyv vus ye i tumtation, min delivera vus fro olt ilt, Amen.
Mt 6:9-13, szetlandzki norn (1774)
Fy vor or er i Chimeri. Halaght vara nam dit.

La Konungdum din cumma. La vill din vera guerde

i vrildin sindaeri chimeri.

Gav vus dagh u dagloght brau. Forgive sindorwara

sin vi forgiva gem ao sinda gainst wus.

Lia wus ikè o vera tempa, but delivra wus fro adlu idlu.

For do i ir Kongungdum, u puri, u glori, Amen
Mt 6:9-13, język farerski (język Wysp Owczych, najbliższy pokrewny)
Faðir vár, Tú, sum ert í Himli. Heilagt verði navn Títt.

Komi ríki Títt. Verði vilji Tín,

sum í Himli, so á jørð.

Gev okkum í dag okkara dagliga breyð. Og fyrigev okkum syndir okkara,

so sum vit eisini fyrigeva teimum, ið móti okkum synda.

Leið okkum ikki í freistingar, men frels okkum frá tí illa.
Mt 6:9-13, staronordycki
Faþer vár es ert í himenríki, verði nafn þitt hæilagt

Til kome ríke þitt, værði vili þin

sva a iarðu sem í himnum.

Gef oss í dag brauð vort dagligt

Ok fyr gefþu oss synþer órar,

sem vér fyr gefom þeim er viþ oss hafa misgert

Leiðd oss eigi í freistni, heldr leys þv oss frá öllu illu.
Źródło: Þorvaldur Bjarnarson, 1878.